# Morgan Super 3
Morgan Super 3 är ett trehjuligt motorfordon som den brittiska biltillverkaren Morgan introducerade i februari 2022. 
Morgans senaste trehjuling är även märkets första modell med självbärande kaross. Den tidigare V-twinmotorn har ersatts av en trecylindrig radmotor från Ford. Priset startar på £35 000.